# ادوین بلانت
ادوین بلانت (انگلیسی: Edwin Blunt; ۲۱ مهٔ ۱۹۱۸ – ۲۰ سپتامبر ۱۹۹۳) بازیکن فوتبال اهل بریتانیا بود.
از باشگاه‌هایی که در آن بازی کرده‌است می‌توان به باشگاه فوتبال نورث‌همپتون تاون و باشگاه فوتبال پورت ویل اشاره کرد.